# Wildwasserrennsport-Weltmeisterschaften 2022
Die Kanuwildwasserrennsport-Weltmeisterschaften 2022 fanden vom 3. bis 6. Juni 2022 in der französischen Gemeinde Treignac statt.
Insgesamt wurden vierzehn Wettbewerbe ausgetragen. Im Kajak-Einer fanden sowohl bei Männern als auch Frauen Einzel- und Team-Wettbewerbe statt, im Canadier-Einer Einzel-Wettbewerbe. Im Canadier-Zweier hingegen fanden nur die Wettbewerbe der Männer statt. Alle Wettbewerbe wurden sowohl in der Classic- als auch der Sprint-Disziplin ausgetragen.
Mit neun von vierzehn Titeln und 21 von 42 möglichen Medaillen war Gastgeber Frankreich mit Abstand stärkste Nation im Medaillenspiegel.

## Ergebnisse
(Quelle: )

### Classic

#### Männer

##### Kajak
| Wettbewerb | Gold                                                    | Gold     | Silber                                               | Silber   | Bronze                                                 | Bronze   |
| ---------- | ------------------------------------------------------- | -------- | ---------------------------------------------------- | -------- | ------------------------------------------------------ | -------- |
| K1         | Quentin Bonnetain                                       | 16:26,07 | Maxence Barouh                                       | 16:26,23 | Max Hoff                                               | 16:31,59 |
| K1 Team    | FrankreichQuentin Bonnetain Maxence Barouh Felix Bouvet | 16:30,51 | DeutschlandMax Hoff Andreas Hellinger Finn Hartstein | 16:39,07 | TschechienAdam Satke Vojtěch Matějček Mikulas Zapletal | 17:04,57 |

##### Canadier
| Wettbewerb | Gold                                         | Gold     | Silber                                  | Silber   | Bronze                                      | Bronze   |
| ---------- | -------------------------------------------- | -------- | --------------------------------------- | -------- | ------------------------------------------- | -------- |
| C1         | Ondřej Rolenc                                | 17:58,74 | Théo Viens                              | 18:03,35 | Ancelin Gourjault                           | 18:06,22 |
| C2         | FrankreichStéphane Santamaria Quentin Dazeur | 17:29,18 | TschechienDaniel Suchánek Ondřej Rolenc | 17:42,48 | FrankreichAncelin Gourjault Nicolas Sauteur | 17:47,36 |

#### Frauen

##### Kajak
| Wettbewerb | Gold                                              | Gold     | Silber                                                      | Silber   | Bronze                                                      | Bronze   |
| ---------- | ------------------------------------------------- | -------- | ----------------------------------------------------------- | -------- | ----------------------------------------------------------- | -------- |
| K1         | Manon Hostens                                     | 17:42,80 | Klara Vankova                                               | 18:08,32 | Mathilde Serena Rosa                                        | 18:10,34 |
| K1 Team    | FrankreichPhénicia Dupras Manon Hostens Tara Ince | 18:17,50 | ItalienMathilde Serena Rosa Cecilia Panato Giulia Formenton | 18:31,01 | TschechienKlara Vankova Kristina Novosadova Tereza Kneblová | 18:38,33 |

##### Canadier
| Wettbewerb | Gold           | Gold     | Silber        | Silber   | Bronze         | Bronze   |
| ---------- | -------------- | -------- | ------------- | -------- | -------------- | -------- |
| C1         | Cecilia Panato | 19:17,46 | Marie Němcová | 19:43,51 | Laura Fontaine | 19:50,34 |

### Sprint

#### Männer

##### Kajak
| Wettbewerb | Gold                                                   | Gold    | Silber                                                | Silber  | Bronze                                         | Bronze  |
| ---------- | ------------------------------------------------------ | ------- | ----------------------------------------------------- | ------- | ---------------------------------------------- | ------- |
| K1         | Nejc Žnidarčič                                         | 1:18,18 | Maxence Barouh                                        | 1:18,21 | Vojtěch Matějček                               | 1:18,27 |
| K1 Team    | TschechienAdam Satke Vojtěch Matějček Mikulas Zapletal | 1:21,36 | FrankreichAugustin Reboul Maxence Barouh Félix Bouvet | 1:21,59 | BelgienLéo Montulet Samuel Pype Joren Bogaerts | 1:24,69 |

##### Canadier
| Wettbewerb | Gold                                         | Gold    | Silber                                 | Silber  | Bronze                                  | Bronze  |
| ---------- | -------------------------------------------- | ------- | -------------------------------------- | ------- | --------------------------------------- | ------- |
| C1         | Quentin Dazeur                               | 1:22,72 | Nicolas Sauteur                        | 1:23,52 | Ancelin Gourjault                       | 1:23,56 |
| C2         | FrankreichStéphane Santamaria Quentin Dazeur | 1:20,96 | FrankreichPierre Troubady Hugues Moret | 1:22,17 | TschechienDaniel Suchánek Ondřej Rolenc | 1:22,72 |

#### Frauen

##### Kajak
| Wettbewerb | Gold                                              | Gold    | Silber                                                      | Silber  | Bronze                                                | Bronze  |
| ---------- | ------------------------------------------------- | ------- | ----------------------------------------------------------- | ------- | ----------------------------------------------------- | ------- |
| K1         | Manon Hostens                                     | 1:24,81 | Klara Vankova                                               | 1:26,37 | Mathilde Serena Rosa                                  | 1:26,54 |
| K1 Team    | FrankreichPhénicia Dupras Manon Hostens Tara Ince | 1:29,33 | ItalienMathilde Serena Rosa Cecilia Panato Giulia Formenton | 1:30,19 | TschechienKlara Vankova Marie Nemcova Tereza Kneblová | 1:30,74 |

##### Canadier
| Wettbewerb | Gold          | Gold    | Silber         | Silber  | Bronze         | Bronze  |
| ---------- | ------------- | ------- | -------------- | ------- | -------------- | ------- |
| C1         | Marie Nemcova | 1:32,90 | Laura Fontaine | 1:33,22 | Cecilia Panato | 1:33,47 |

## Medaillenspiegel
| Platz  | Land        | Gold | Silber | Bronze | Gesamt |
| ------ | ----------- | ---- | ------ | ------ | ------ |
| 1      | Frankreich  | 9    | 7      | 5      | 21     |
| 2      | Tschechien  | 3    | 3      | 5      | 10     |
| 3      | Italien     | 1    | 3      | 2      | 6      |
| 4      | Slowenien   | 1    | 0      | 0      | 2      |
| 5      | Deutschland | 0    | 1      | 1      | 2      |
| 6      | Belgien     | 0    | 0      | 1      | 1      |
| Gesamt | Gesamt      | 14   | 14     | 14     | 42     |